# Osservatorio astronomico di Modra
| 204805 Šipöcz | 11 ottobre 2006 |

L'osservatorio astronomico di Modra (in slovacco Astronomické observatórium Modra) è un osservatorio astronomico slovacco situato nell'omonima località della regione di Bratislava, alle coordinate 48°22′23.78″N 17°16′26.48″E a 531 m s.l.m.. Il suo codice MPC è 118 Astronomical and Geophysical Observatory, Modra.
L'osservatorio è di proprietà dell'Università Comenio di Bratislava che ne gestisce le attività di ricerca attraverso la facoltà di Matematica, Fisica e Informatica.
L'impianto sorge sulle alture dei Piccoli Carpazi in un'area di 3,5 ettari all'interno di un faggeto che ospita anche altre strutture scientifiche: una stazione meteorologica, un sismografo, una stazione di misurazione del campo magnetico, un osservatorio solare, una stazione di rilevazione della risonanza Schumann e un sistema di tracciamento delle meteore che lavora in collaborazione con analoghe stazioni a Bologna e Lecce.
La strumentazione principale è costituita da due telescopi riflettori con camera CCD con un'ottica rispettivamente di 70 e 60 centimetri.
L'osservatorio compie anche attività divulgativa rivolta al grande pubblico: a tale fine nel 2012 è stato dotato anche di un anfiteatro all'aperto.
Il Minor Planet Center gli accredita la scoperta di quattordici asteroidi effettuate tra il 1995 e il 2010.